# 1982 en Afrique
Liste d'évènements de l'année 1982 en Afrique.

## Évènements

### Avril
- En avril, Guy Penne, conseiller du président François Mitterrand, se rend en Guinée[1].

### Juin
- En juin, Ahmed Sékou Touré est reçu par le président américain Ronald Reagan, à Washington[2].

### Septembre
- En septembre, le président de la république de Guinée Ahmed Sékou Touré est reçu par François Mitterrand à Paris.

### Novembre
- 6 novembre : Paul Biya devient président de la république du Cameroun.